# Rane Vaskivuori
Rane Vaskivuori, född 12 maj 1967, död 23 juni 2016, var en finsk designer. Han var delägare i och en av grundarna av Arkkitehtuuritoimisto Valvomo Oy, som bland annat arbetar med inredningsdesign och produktdesign.
Några av Vaskivuoris mest kända verk är belysningen Globlow (som han formgav tillsammans med Vesa Hinkola och Markus Nevalainen) som ingår i den permanenta samlingen på Museum of Modern Art i New York samt paraplyställningen och klädhängaren Y.
Rane Vaskivuori betraktar Good Design Award, som han mottog 1998 av Chicago Athenaeum, som det viktigaste erkännandet under hans karriär.
Vaskivuori är representerad vid bland annat Nationalmuseum och Museum of Modern Art.